# 金猫尾
金猫尾（学名：Narenga fallax）为禾本科河八王属下的一个种。

## 扩展阅读
- 維基物種上的相關：金猫尾